# Резолюция от Хартум
НЕ на мира с Израел!
НЕ на преговорите с Израел!
НЕпризнаване на държавата Израел!
Резолюцията от Хартум от 1 септември 1967 г. е решение от срещата на върха на Арабската лига от 1967 г., която е била свикана в Хартум, столицата на Судан, след Шестдневната война. Резолюцията е известна с това, че съдържа (в третия параграф) това, което впоследствие става известно като „Трите НЕ“ или „Трите НЕ на Хартум“.  
1. Конференцията утвърждава единството на арабските държави, единството на съвместните действия и необходимостта от координация и премахване на всички различия. Кралете, президентите и другите арабски държавни глави, участващи в тази конференция, потвърждават позицията на своите страни за прилагане на арабската Харта за солидарност, която е била подписана на Третата арабска среща на върха в Казабланка.
2. По време на конференцията са постигнати споразумения за необходимостта от консолидиране на всички усилия за премахване на последиците от агресията, възоснова на това, че окупираните земи са арабски земи и че тежестта за връщането на тези земи пада върху всички арабски държави.
3. Арабските държавни глави се споразумяват да обединят политическите си усилия на международно и дипломатическо ниво, за да премахнат последиците от агресията и да осигурят изтеглянето на окупационните израелски сили от арабските земи, окупирани след агресията от 5 юни. Това да бъде направено в рамките на основните принципи, които арабските държави спазват, а именно: никакъв мир с Израел, никакво признаване на Израел, никакви преговори с него и настояване за правата на палестинския народ в собствената му страна.
4. Конференцията на арабските министри на финансите, икономиката и петрола препоръчва спирането на добива на петрол да не бъде използвано като вид оръжие в тази битка. Въпреки това, след задълбочено проучване на въпроса, конференцията на върха стига до заключението, че самото изпомпване на петрол може да се използва като положително оръжие, тъй като петролът е арабски ресурс, който може да спомогне за укрепване на икономиката на арабските държави, пряко засегнати от агресията, така че тези държави да могат да устоят здраво в битката. Поради това конференцията решава да възобнови изпомпването на петрол, тъй като петролът е положителен арабски ресурс, който може да бъде използван в услуга на арабските цели. Това може да допринесе възможности на онези арабски държави, които са били изложени на агресията и по този начин са загубили икономически ресурси, да устоят и да премахнат последиците от агресията. По този начин държавите-производителки на петрол всъщност участват в усилията да дадат възможност на засегнатите от агресията държави да устоят на всеки икономически натиск.
5. Участниците в конференцията одобряват предложения от Кувейт план за създаване на Арабски фонд за икономическо и социално развитие, възоснова на препоръката на Багдадската конференция на арабските министри на финансите, икономиката и петрола.
6. Участниците се съгласяват, че е необходимо да се предприемат необходимите мерки за засилване на военната подготовка за посрещане на всякакви непредвидени ситуации.
7. Конференцията взема решение да ускори премахването на чужди бази в арабските държави.

Коментатори често използват тази резолюция като пример за арабскaта политика на отхвърляне. Абд ал Азим Рамадан заяви, че решенията от Хартум оставят само една възможност - война.  Ефраим Халеви, Гай Бен-Порат, Стивън Р. Дейвид, Джулиъс Стоун и Иън Бремер са съгласни, че Резолюцията от Хартум е равнозначна на отхвърляне правото на съществуване на Израел .      Самата Организация за освобождение на Палестина (ООП) привлече Резолюцията от Хартум, за да се застъпи срещу допустимостта на правото на Израел да съществува, както е формулирано в Резолюция 242 на Съвета за сигурност на ООН .  Бени Морис написа, че арабските лидери „бетонираха предизвикателна, отхвърляща платформа, която поразява в зародиш всякакви опити за мирни ходове в региона в продължение на десетилетие“ въпреки предложението на Израел на 19 юни 1967 г. „да се откаже от Синай и Голан в замяна на мир ."  Почти същото мнение изразява и Од Бул от UNTSO през 1976 г. 
Ави Шлайм твърди, че някои арабски говорители са тълкували Декларациите от Хартум като означаващи: „без официален мирен договор, но не и отхвърляне на мира; без преки преговори, но не и отказ да се говори чрез трети страни; и без де юре признаване на Израел, а приемане на нейното съществуване като държава“ (курсивът в оригинала). Шлайм заявява, че конференцията е отбелязала повратна точка в арабско-израелските отношения, като отбелязва, че Насър е призовал Хюсеин да търси „всеобхватно споразумение“ с Израел. Шлайм признава, че тогава нищо от тази информация не е било известно на Израел, чиито лидери приемат „Трите не“ за чиста монета.  Фред Хури твърди, че „конференцията в Хартум разчисти пътя за арабските умерени да търсят политическо решение и да предложат, в замяна на техните завладени земи, важни отстъпки, различни от действителното признаване на Израел и договаряне на официални мирни договори с него. ” 
Непреките преговори между Израел, Йордания и Египет в крайна сметка започват под егидата на мисията Джаринг (1967–1973 г.), акто също така успоредно се провеждат и тайни преки преговори между Израел и Йордания, но нито един от пътищата не успява да постигне смислено споразумение, което в крайна сметка само подготвя почвата за нов кръг от конфликти. 
1. ↑  مؤتمر الخرطوم 1967. قمة اللاءات الثلاث //  Al-Jazeera.
2. ↑  This Week in History: The Arab League Three No's //  Jerusalem Post.   Посетен на 4 December 2017.
3. ↑  Meital, Yoram. The Khartoum Conference and Egyptian Policy after the 1967 War: A Reexamination //  Middle East Journal 54 (1).   2000. с. 64–82.
4. ↑  Halevy, Efraim. Israel's Hamas Portfolio //   Israel Council on Foreign Relations.  Архивиран от оригинала на 2012-02-25. Посетен на 8 June 2012. Indeed, twenty years later, after two successive wars, the Arab world rejected Israel's right to exist at the infamous Khartoum Conference of 196[7] – 'the three NOs': no to recognition, no to negotiation, and no to peace were uttered in response to Israel's appeal to negotiate without any preconditions.
5. ↑  Ben-Porat, Guy. Chapter 7: Israel, Globalization, and Peace //  Global Liberalism, Local Populism: Peace and Conflict in Israel/Palestine and Northern Ireland.   Syracuse, New York, Syracuse University Press, 2006. ISBN 0-8156-3069-7. с. 145. Посетен на 8 June 2012. Convening in Khartoum shortly after the war, Arab states declared their refusal to negotiate with Israel or to recognize its right to exist.
6. ↑  David, Steven R. Chapter 13: Existential Threats to Israel //  Contemporary Israel: Domestic Politics, Foreign Policy, and Security Challenges.   Boulder, Colorado, WestView Press, 2009. ISBN 978-0-8133-4385-3. с. 559. Посетен на 8 June 2012. Following Israel's success, in what became known as the Six Day War, the Arab states reinforced their refusal to accept Israel's existence when, in a conference in Khartoum, Sudan, they declared they would not negotiate with Israel, make peace with Israel, or recognize its right to exist.
7. ↑  Stone, Julius. Chapter 39: Between Ceasefires in the Middle East //  The Arab-Israeli Conflict.   Princeton, New Jersey, Princeton University Press, 1975. ISBN 0691010668. с. 336. Посетен на 8 June 2012. The Arab states, denying Israel's 'right to exist', continued after Khartoum to insist on 'no recognition, no negotiation, no peace', demanding complete Israeli withdrawal from
8. ↑  Bremmer, Ian. Chapter Five: The Right Side of the J Curve //  The J Curve: A New Way to Understand Why Nations Rise and Fall.   New York, NY, Simon & Schuster, 2006. ISBN 0-7432-9371-1. с. 209. Посетен на 8 June 2012. Immediately after the Six-Day War, Arab leaders—including those of the Palestine Liberation Organization—agreed in Khartoum they would not make peace with Israel, would not negotiate with Israel, would not even recognize Israel's right to exist.
9. ↑  The Encyclopedia of the Arab-Israeli Conflict, Vol. 1.   Santa Barbara, California, ABC-CLIO, 2008. ISBN 978-1-85109-841-5. с. 1289. Посетен на 8 June 2012. The PLO disagreed entirely with the provisions whereby Arab nations were expected to recognize Israel's right to exist, claiming that these not only ran counter to the Arab states' earlier Khartoum Summit Conference declaration but were also 'fundamentally and gravely inconsistent with the Arab character of Palestine, the essence of the Palestinian cause and the right of the Palestinian people to their homeland.'
10. ↑  Morris, Benny. Righteous victims : a history of the Zionist-Arab conflict, 1881–1999.   Vintage Books, 2001. ISBN 9780679744757. OCLC 234104996. с. 346.
11. ↑  Bull, Odd. War and peace in the Middle East the experiences a views of a U.N. observer.   Leo Cooper, 1976. ISBN 9780850522266. OCLC 490839078. с. 126.
12. ↑  Shlaim, Avi. The iron wall : Israel and the Arab world.   Penguin, 2001. ISBN 9780140288704. OCLC 59510046. с. 258–259.
13. ↑  Khouri, Fred. The Arab-Israeli dilemma.   Syracuse University Press, 1987. OCLC 634263471. с. 312–314.